# ديار مضر

خريطة للجزيرة (بلاد ما بين النهرين العليا) مع محافظاتها في العصور الوسطى

ديار مضر هو الاسم العربي  للجهة الغربية من الجزيرة الفراتية، معاً مع المحافظتين الأخريين، ديار بكر وديار ربيعة يشكلان الجزيرة الفراتية. وفقا للبلاذري، جميع المحافظات الثلاث سميت على أسماء أهم القبائل العربية التي استقرت هناك في عهد معاوية بن أبي سفيان في أوائل الفتوحات الإسلامية من القرن 7م. واسقر في ديار مضر قبيلة مضر العربية.
تشمل ديار مضر المنطقة الواقعة على ضفتي مجرى نهر الفرات من منطقة سميساط إلى مدينة عانة، وتشمل أيضا منطقة نهر البليخ والمناطق السفلى من نهر الخابور.  مدنها الرئيسية هي الرقة في الجنوب  والرها في الشمال، وغيرها من المدن الكبرى مثل حران، وسروج.
جغرافياً وسياسياً، كانت ديار مضر جزءاً من الجزيرة الفراتية في أوائل العصر الإسلامي. وفي منتصف القرن 10م، أصبحت المنطقة  تحت سيطرة الدولة الحمدانية، وفي عهد سيف الدولة الحمداني تم فصلها عن الجزيرة الفراتية  ومن الحمدانيين في الموصل وتم ضمها لشمال سوريا تحت حكم إمارة حلب. في نفس الفترة، تعرضت المنطقة للهجوم من قبل الإمبراطورية البيزنطية.
بعد فقدان الحمدانيين السيطرة عليها، أصبحت ديار مضر ومدنها تحت سيطرة دولة بنو نمير، في حين أن الرها تم غزوها من قبل الإمبراطورية البيزنطية تحت قيادة جورج مانياكيس في عام 1032م. بعد ذلك أصبحت المنطقة مقسمة إلى مناطق شمالية حكامها معظمهم من المسيحيين تحت الاستعمار الأرمنية، بينما القسم الثاني من منطقة حران إلى نهر الفرات مايزال تحت سيطرت القبائل البدوية من العرب.
بدأ الغزو السلجوقي في 1060م  و1070م، ولكن لم يستطع السلاجقة السيطرة عليها حتى عام 1086م  في عهد السلطان ملك شاه موحداً المحافظة تحت سيطرته. ووحدت الحملات الصليبية بين الشمال المسيحي ( مقاطعة الرها) والجنوب المسلم واستمرت حتى منتصف القرن 12م. أما الأيوبيون فقاموا بالسيطرة على المنطقة تحت قيادة صلاح الدين، حتى الغزو المغولي على بلاد الشام في 1260م.